# Bellerophon (mythologie)

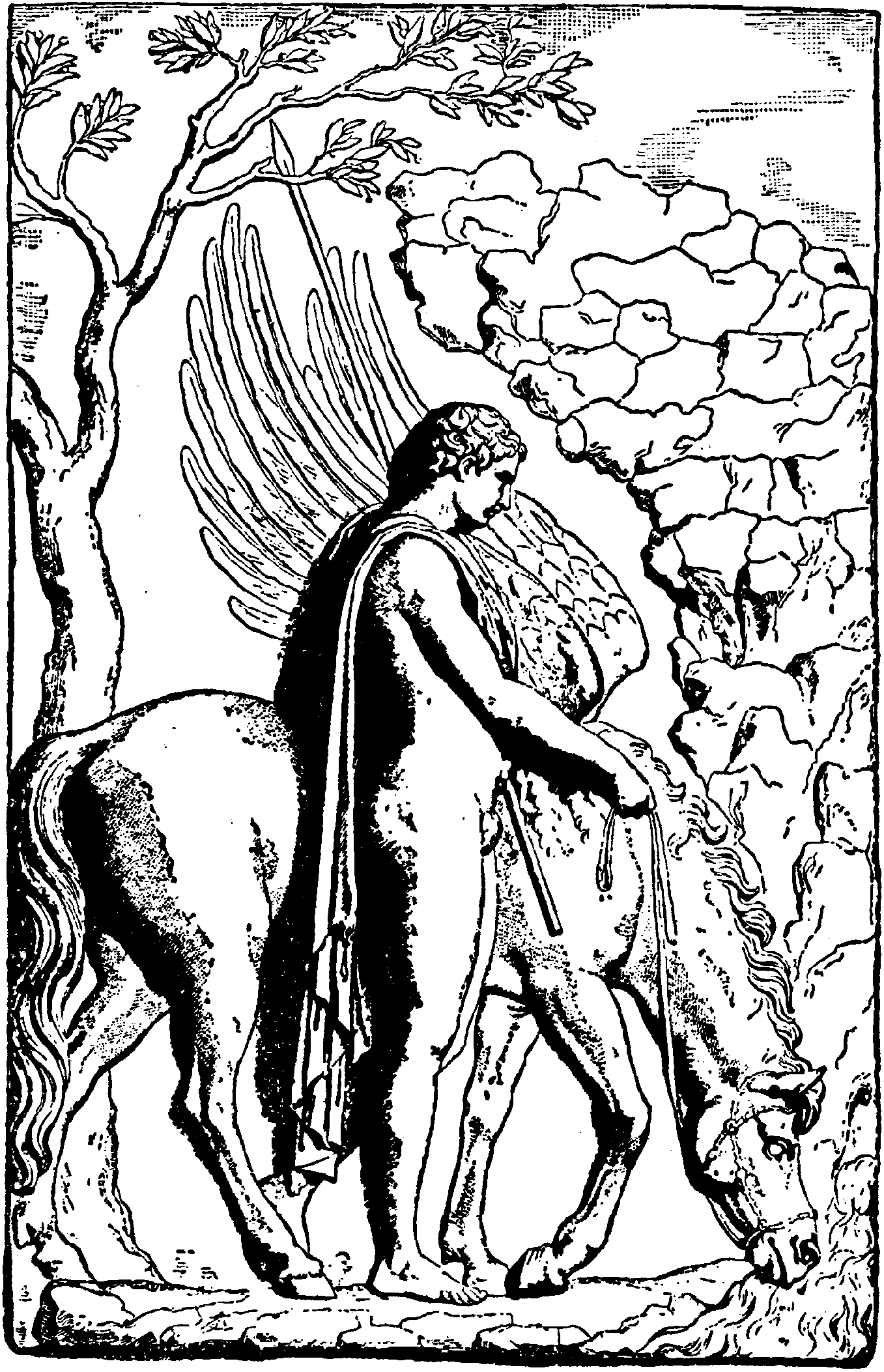
Bellerophon en Pegasus, afbeelding uit het Nordisk familjebok

Bellerophon (Oudgrieks: βελλεροφῶν - "Belleros-doder") of Bellerophontes is een figuur uit de Griekse mythologie. Zijn grootste daad was het doden van de Chimaera, een monster dat meestal werd afgebeeld met een leeuwenkop, een lichaam van een geit en een slangenstaart. Hij was de zoon van koning Glaucus van Korinthe en de kleinzoon van Sisyphos, een belangrijk persoon in de mythologie die naar Tartarus is gestuurd, omdat hij vele slechte dingen had gedaan.

## Begin van de reis
Bellerophons reis begint wanneer hij beschuldigd wordt van het verleiden van Antea (Stheneboea), de vrouw van koning Proitos. Hij wordt verbannen naar het land van koning Iobates van Lycië. Eigenlijk wilde Proetus dat Iobates Bellerophon zou doden, maar Iobates was bang voor de wraak van de goden, wanneer hij een gast zou doden. Daarom stuurde Iobates Bellerophon op een missie, waarvan hij dacht dat Bellerophon nooit terug zou keren: hij moest de vuurspuwende Chimaera doden.
Een andere versie van het begin is dat Bellerophon een keer tegen Proetus aanliep, en dat de laatste steeds jaloerser werd op Bellerophon. Proteus was hier de schoonzoon van Iobates, koning van Lycië. Proteus stuurde Bellerophon naar de koning, met een verzegelde boodschap om hem te doden (dit is de oorsprong van de 'Bellerophontische brief', een uitdrukking die gebruikt wordt voor boodschappen die de overbrenger ervan ongeluk brengen). In Lycië woedde er op dat moment een verschrikkelijke plaag, en Iobates wilde geen onrust veroorzaken onder de bevolking, wat zeker zou gebeuren als hij Bellerophon zou vermoorden. Daarom stuurde hij Bellerophon op zijn queeste.

## Chimaera
De godin Athena, die voorzag dat Bellerophon zeker zou sterven als hij alleen op pad zou gaan, stuurde hem het gevleugelde paard Pegasus te hulp. In een andere versie zou Bellerophon zelf de wijste man in Lycië opgezocht hebben, Polyidus, die hem vertelde over Pegasus. Om dit paard te kunnen winnen zou Bellerophon volgens Polyidus in de tempel van Athena moeten slapen. Terwijl Bellerophon sliep, droomde hij dat Athena een gouden hoofdstel naast hem neerlegde, en toen hij wakker werd lag dat er ook. Bellerophon sloop naar Pegasus toe en deed hem het hoofdstel om.
Bellerophon besteeg zijn paard en vloog naar Chimaera toe. Toen hij aankwam werd het monster woest, en Bellerophon kon het niet verwonden. Terwijl hij de hete adem van het beest voelde, bedacht hij een list. Hij haalde een groot blok lood en prikte dat op de punt van zijn speer. Hij vloog recht naar de Chimaera toe, met zijn speer zo ver mogelijk naar voren, en stak de lans in de keel van het monster. De vuuradem van het beest smolt het blok lood en het kreeg geen lucht meer. De Chimaera stikte en Bellerophon keerde als overwinnaar naar koning Iobates terug. Nu kwam alles goed: Bellerophon mocht met Philonoe, de zuster van Antea trouwen, en kreeg de helft van het koninkrijk van Proetus.

## Val
Terwijl Bellerophons faam groeide, deed ook zijn ego dat. Hij wilde met Pegasus naar de Olympus vliegen, de berg waar de goden woonden. De vlucht was vreselijk zwaar voor Pegasus en toen ze er bijna waren stuurden de goden een vlieg die Pegasus prikte waardoor hij steigerde. Bellerophon viel en raakte mank en aan één oog blind. Zo werd hij gestraft voor zijn eerzucht en hybris (hoogmoed). Hij trok zich terug en leefde verder als een kluizenaar.
De uitdrukking "hoogmoed komt voor de val" is een directe verwijzing naar de sage over de val van Bellerophon.

## Ilias
In het oud-Griekse epos Ilias komt een kleinzoon van Bellerophon voor. Deze Trojaanse held heet Glaucus (of Glaukos), hoogstwaarschijnlijk naar diens overgrootvader, koning Glaucus van Korinthe en vader van Bellerophon. Kleinzoon Glaucus, zoon van Hippolochos, komt in het slagveld nabij Troje de Griekse held Diomedes tegen. Diomedes vraagt in het heetst van de strijd naar de afkomst. Glaucus antwoordt daarop met het verhaal van Bellerophon, en diens heldendaden (zie boven). Afsluitend verklaart hij "met trots van hem (Hippolochos, red.) een zoon te zijn. Hij zond mij hier naar Troje en drukte mij op het hart altijd dapper te zijn, meer dan de anderen, en geen schande aan te doen aan mijn voorvaderlijk geslacht, vanouds beroemd in Ephyre en in het wijde Lycië. Dat is mijn stamboom en mijn edel bloed."
In een daaropvolgende conversatie zou blijken dat de voorvader van Diomedes (Oineus) ooit Bellerophon bij hem als gast had ontvangen en grote geschenken met hem had uitgewisseld. Een beker van Bellerophon zou Diomedes nog steeds in zijn bezit hebben. De twee helden besluiten daarop om hun wapenuitrusting uit te wisselen om zo aan alle Grieken en Trojanen te laten zien dat zij verbonden zijn door gastvriendschap en elkaar niet zouden aanvallen in de rest van de strijd. ... laten wij de wapens ruilen. Dan begrijpen ook dezen (de Grieken en Trojanen, red.), dat onze vriendschap wortelt in een oud verbond van beider voorgeslacht."

## Bellerophon en Pegasus als symbool
Bellerophon en Pegasus zijn in de 20e eeuw als symbool gebruikt. Zijn staan op de badge van de Britse Airborne Division, één van de Geallieerde divisies bij de Slag om Arnhem. Daarna is in Nederland een hiervan afgeleid symbool gebruikt als reliëf op monumenten en andere herinneringen aan die slag. 

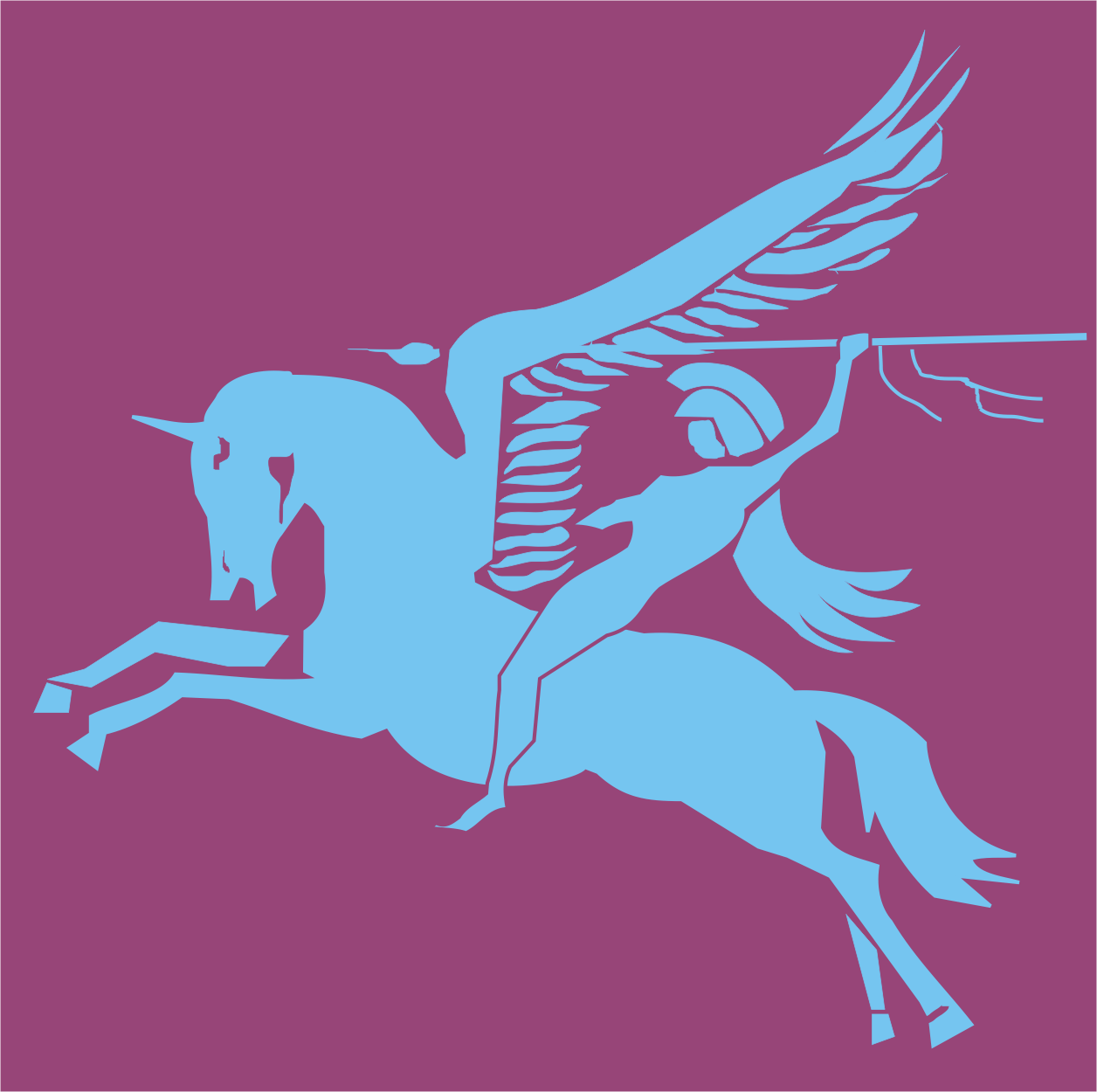
British Airborne Division Formation Badge
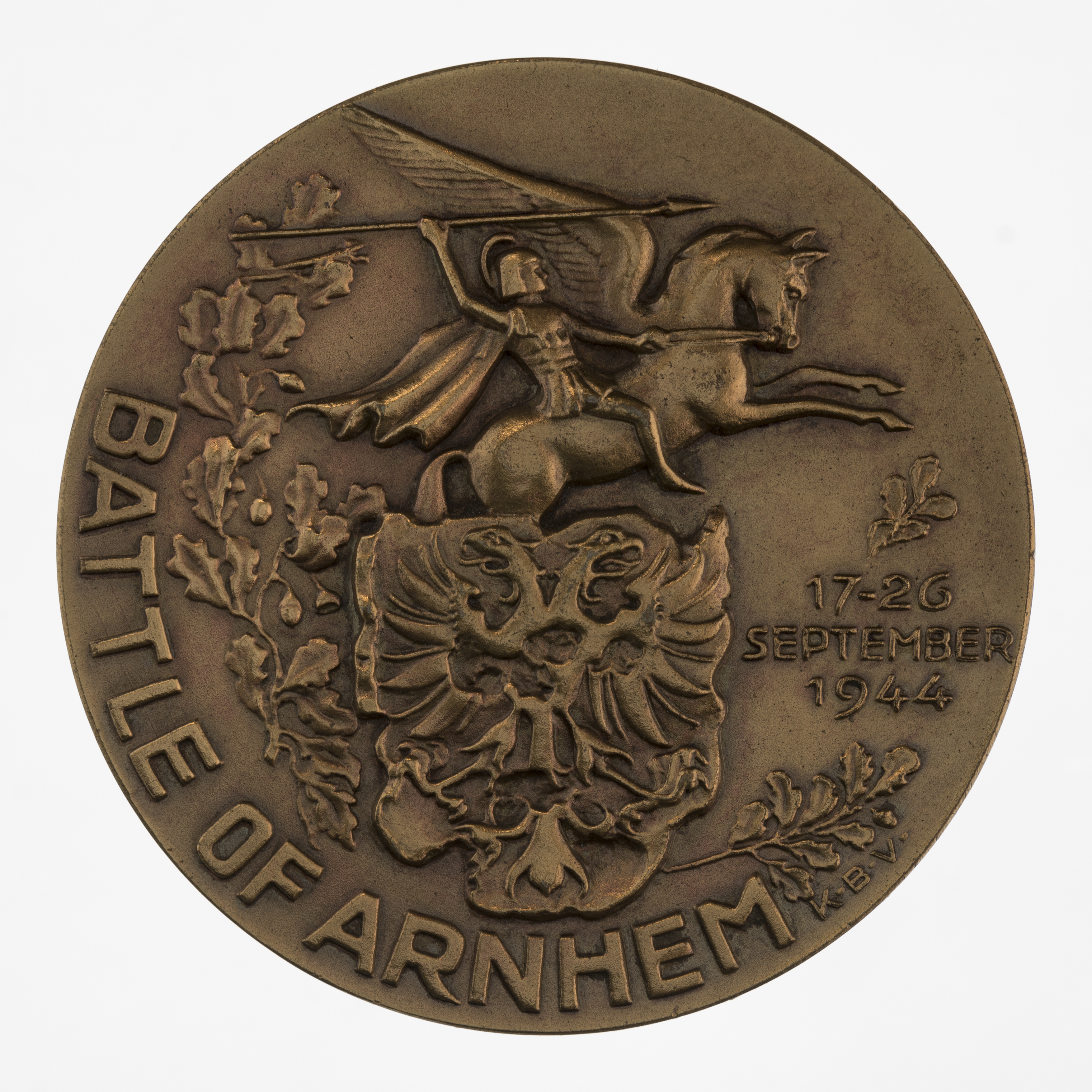
Penning (1946)
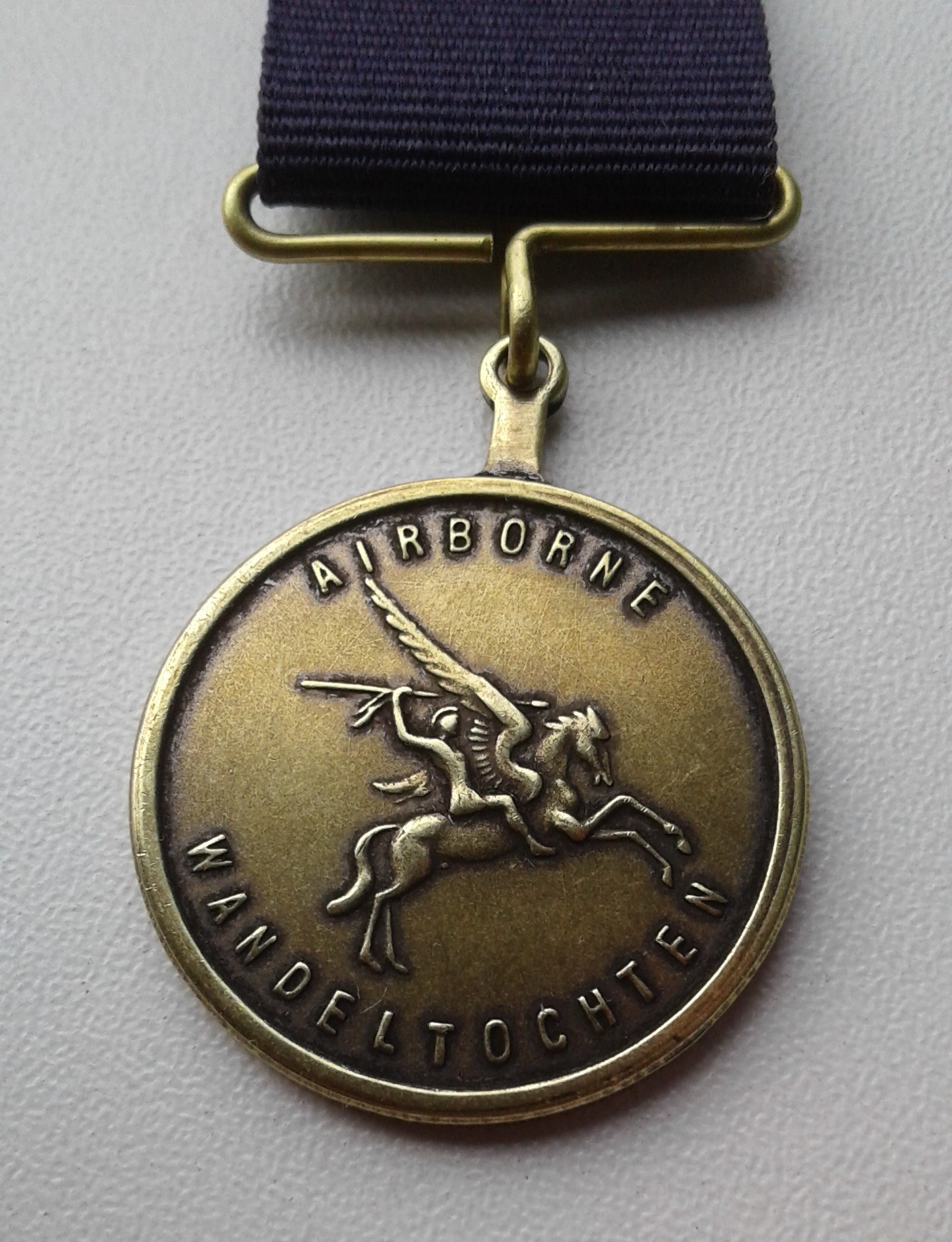
Medaille jaarlijkse Airborne Wandeltocht
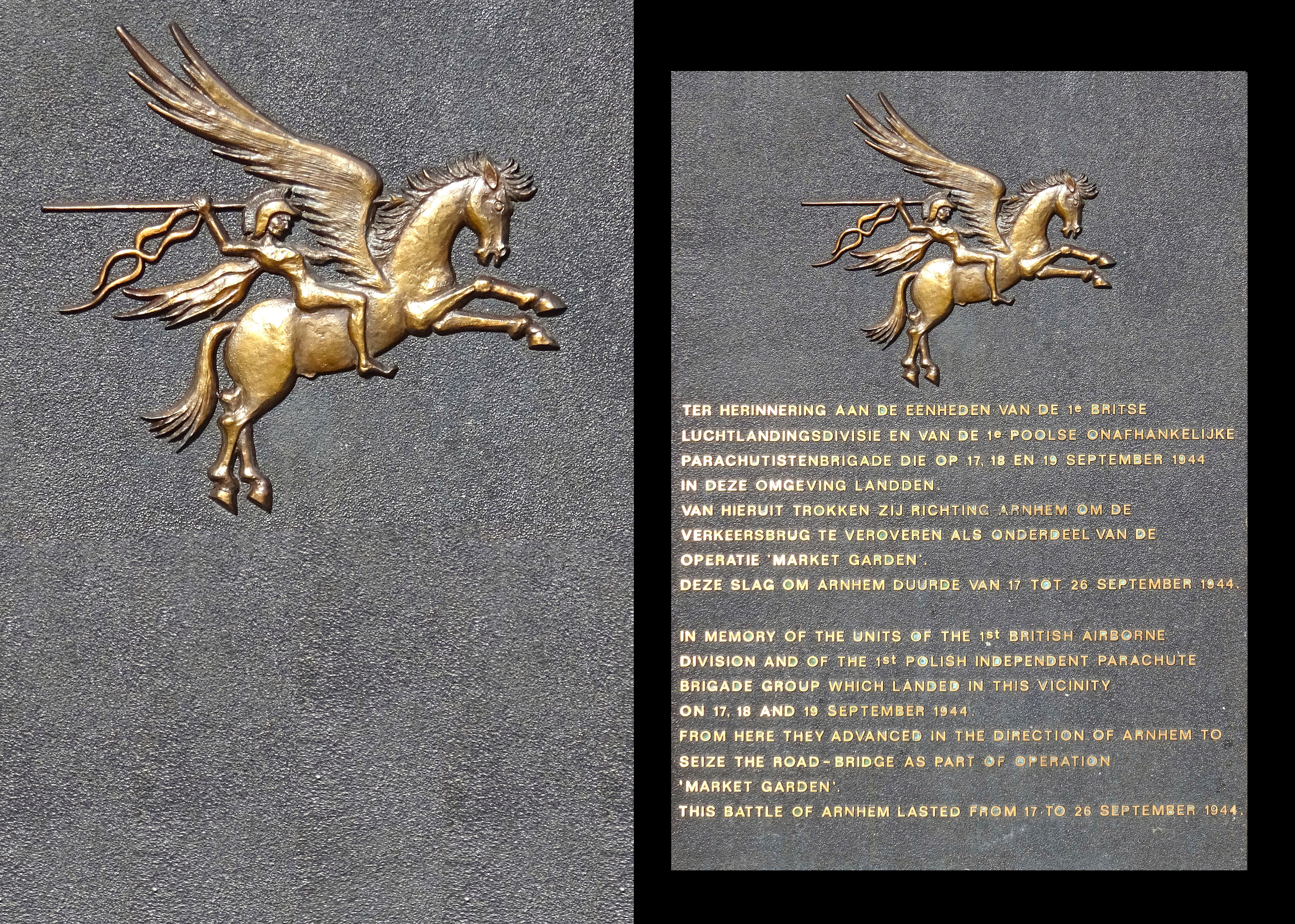
Airbornemonument in Wolfheze (detail)
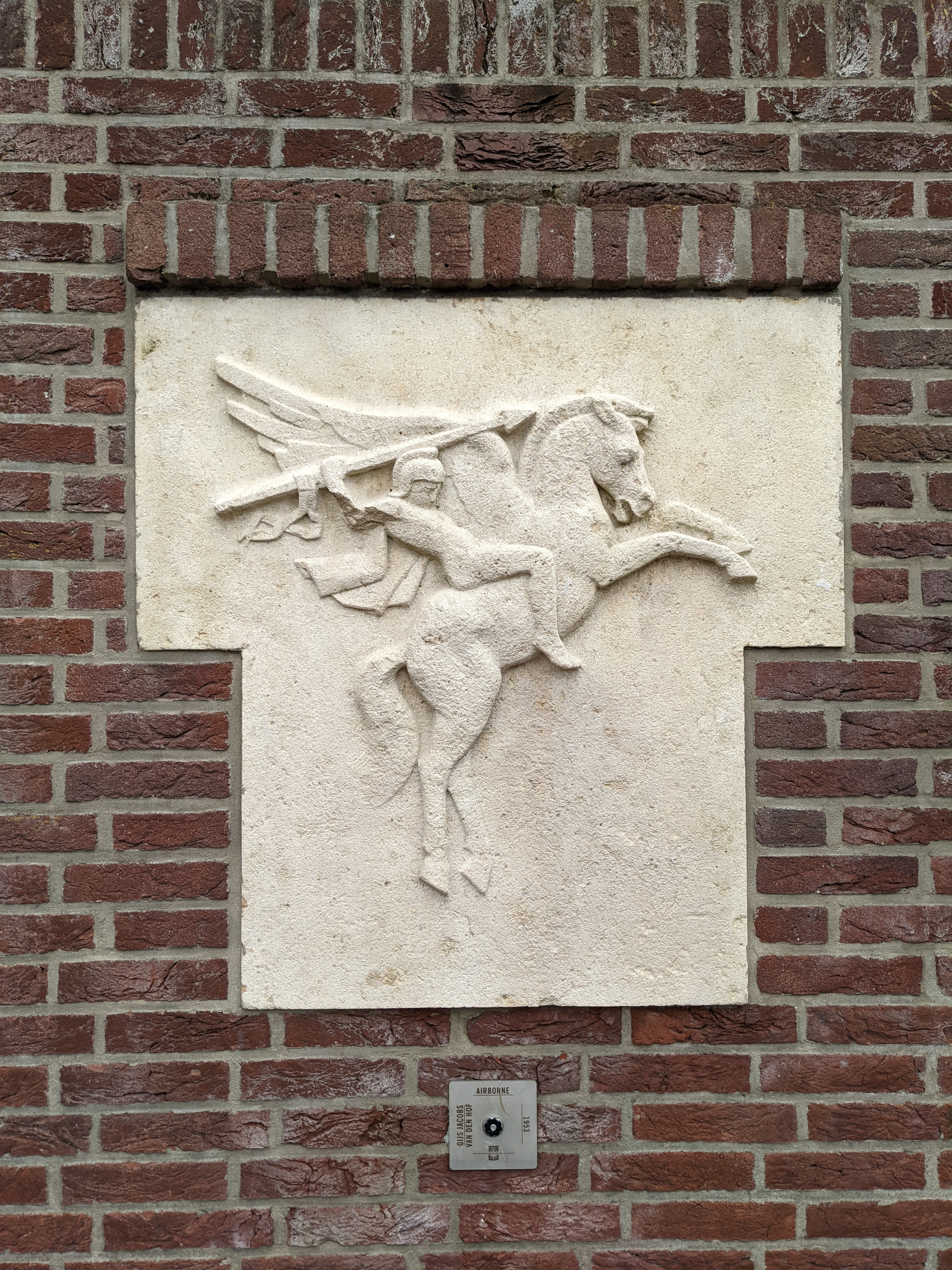
Op het Airborneplein in Arnhem

## Voetnoten
1. ↑  Homerus (vertaald door M.A. Schwarz), Ilias & Odyssee (Amsterdam 2008), 94-97. (Boek VI, verzen 85-261.)